# Record di velocità terrestre
Un record di velocità terrestre è la velocità massima raggiunta da una persona che utilizza un veicolo sulla terraferma. Non esiste un organismo unico per la sua convalida e la sua regolamentazione; nella pratica vengono utilizzati i regolamenti per le partenze al volo di categoria C ("Veicoli speciali"), ufficializzati da organizzazioni regionali o nazionali sotto l'egida della Fédération Internationale de l'Automobile (FIA). Il record di velocità su terra (in inglese Land Speed Record, LSR) è standardizzato come la velocità su un percorso di lunghezza fissa, mediata su due corse (comunemente chiamate "passaggi"). Sono necessarie due corse in direzioni opposte entro un'ora, e un nuovo punteggio record deve superare quello precedente di almeno l'uno percento per essere convalidato.
I record di velocità terrestri hanno una storia con testimonianze che iniziano dal 1898, con continui e frequenti miglioramenti, soprattutto fino alla seconda guerra mondiale. Nel dopoguerra il limite è stato molto innalzato, soprattutto grazie all'utilizzo di motori di derivazione aeronautica, ma i tempi tra un record di velocità e l'altro si sono allungati.
Il record attuale è stato realizzato il 15 ottobre 1997 nel Deserto Black Rock (Nevada, USA) dal pilota britannico Andy Green che ha raggiunto la velocità di 1227,98 km/h (Mach 1,02) a bordo del ThrustSSC.

## Dal 1898 al 1947
| Data              | Località              | Pilota                      | Vettura                               | Propulsione | Velocità media 1 km | Velocità media 1 km | Velocità media 1 Miglio | Velocità media 1 Miglio | Note                                                 |
| Data              | Località              | Pilota                      | Vettura                               | Propulsione | mph                 | km/h                | mph                     | km/h                    | Note                                                 |
| ----------------- | --------------------- | --------------------------- | ------------------------------------- | ----------- | ------------------- | ------------------- | ----------------------- | ----------------------- | ---------------------------------------------------- |
| 18 dicembre 1898  | Achères, Yvelines     | Gaston de Chasseloup-Laubat | Jeantaud Duc                          | Elettrica   | 39,24               | 63,15               |                         |                         |                                                      |
| 17 gennaio 1899   | Achères               | Camille Jenatzy             | CGA Dogcart                           | Elettrica   | 41,42               | 66,66               |                         |                         |                                                      |
| 17 gennaio 1899   | Achères               | Gaston de Chasseloup-Laubat | Jeantaud Duc                          | Elettrica   | 43,69               | 70,31               |                         |                         |                                                      |
| 27 gennaio 1899   | Achères               | Camille Jenatzy             | CGA Dogcart                           | Elettrica   | 49,93               | 80,35               |                         |                         |                                                      |
| 4 marzo 1899      | Achères               | Gaston de Chasseloup-Laubat | Jeantaud Duc Profilée                 | Elettrica   | 57,65               | 92,78               |                         |                         |                                                      |
| 29 aprile 1899    | Achères               | Camille Jenatzy             | CITA No 25, La Jamais Contente        | Elettrica   | 65,79               | 105,88              | —                       | —                       | Primo record oltre i 100 km/h                        |
| 13 aprile 1902    | Nizza                 | Léon Serpollet              | Serpollet Œuf de Pâques               | Vapore      | 75,06               | 120,80              |                         |                         |                                                      |
| 5 agosto 1902     | Ablis                 | William K. Vanderbilt       | Mors Z Paris-Vienne                   | MCI         | 76,08               | 122,44              |                         |                         |                                                      |
| 5 novembre 1902   | Dourdan               | Henri Fournier              | Mors Z Paris-Vienne                   | MCI         | 76,60               | 123,28              |                         |                         |                                                      |
| 17 novembre 1902  | Dourdan               | M. Augières                 | Mors Z Paris-Vienne                   | MCI         | 77,13               | 124,13              |                         |                         |                                                      |
| 17 luglio 1903    | Ostenda               | Arthur Duray                | Gobron Brillié Paris-Madrid           | MCI         | 83,46               | 134,32              |                         |                         |                                                      |
| 5 novembre 1903   | Dourdan               | Arthur Duray                | Gobron Brillié Paris-Madrid           | MCI         | 84,73               | 136,36              |                         |                         |                                                      |
| 12 gennaio 1904   | Lake St. Clair        | Henry Ford                  | Ford 999                              | MCI         | —                   | —                   | 91,37                   | 147,05                  | Su un lago ghiacciato                                |
| 31 marzo 1904     | Nizza                 | Arthur Duray                | Gobron Brillié Paris-Madrid           | MCI         | 88,76               | 142,85              |                         |                         |                                                      |
| 31 marzo 1904     | Nizza                 | Louis Rigolly               | Gobron Brillié Paris-Madrid           | MCI         | 94,78               | 152,53              |                         |                         |                                                      |
| 25 maggio 1904    | Ostenda               | Pierre de Caters            | DMG Mercedes Simplex 90               | MCI         | 97,25               | 156,50              |                         |                         |                                                      |
| 21 luglio 1904    | Ostenda               | Louis Rigolly               | Gobron Brillié 100 HP                 | MCI         | 103,56              | 166,66              |                         |                         | Primo record oltre le 100 Miglia/h                   |
| 13 novembre 1904  | Ostenda               | Paul Baras                  | Darracq Gordon Bennett                | MCI         | 104,53              | 168,22              |                         |                         |                                                      |
| 24 gennaio 1905   | Daytona Beach         | Arthur MacDonald            | Napier 6                              | MCI         | 104,65              | 168,42              |                         |                         |                                                      |
| 30 dicembre 1905  | Arles                 | Victor Hémery               | Darracq V8 Special                    | MCI         | 109,65              | 175,44              |                         |                         |                                                      |
| 26 gennaio 1906   | Ormond Beach          | Fred Marriott               | Stanley Rocket                        | Vapore      | 127,66              | 205,44              |                         |                         | Primo record oltre i 200 km/h                        |
| 24 gennaio 1907   | Ormond Beach          | Glenn Curtiss               | Curtiss V8 motocicletta               | MCI         | —                   | —                   | 136,27                  | 219,31                  | Record motociclistico che ha resistito oltre 30 anni |
| 6 novembre 1909   | Brooklands            | Victor Hémery               | 200 hp Blitzen Benz No 1              | MCI         | 125,94              | 202,68              | 115,93                  | 186,57                  |                                                      |
| 23 aprile 1911    | Daytona Beach, USA    | Bob Burman                  | 200 hp Blitzen Benz No 2              | MCI         |                     |                     | 141,73                  | 228,10                  |                                                      |
| 24 giugno 1914    | Brooklands            | L. G. Hornstead             | 200 hp (150 kW) Benz No 3             | MCI         | —                   | —                   | 124,09                  | 199,70                  | Primo record su percorso andata/ritorno              |
| 12 febbraio 1919  | Daytona Beach         | Ralph De Palma              | Packard 905                           | MCI         |                     |                     | 149,875                 | 241,200                 | Record riconosciuto solo in USA                      |
| 17 maggio 1922    | Brooklands            | Kenelm Lee Guinness         | Sunbeam 350 HP                        | MCI         | 133,70              | 215,17              | 129,17                  | 207,88                  | Ultimo record conseguito in circuito                 |
| 6 luglio 1924     | Arpajon               | René Thomas                 | Delage La Torpille                    | MCI         | 143,21              | 230,47              | 143,31                  | 230,64                  |                                                      |
| 12 luglio 1924    | Arpajon               | Ernest Eldridge             | Fiat Mefistofele                      | MCI         | 146,01              | 234,98              | 145,89                  | 234,79                  | Ultimo record su strade aperte al pubblico           |
| 25 settembre 1924 | Pendine Sands         | Malcolm Campbell            | Sunbeam Blue Bird                     | MCI         | 146,15              | 235,21              | 146,16                  | 235 22                  |                                                      |
| 21 luglio 1925    | Pendine Sands         | Malcolm Campbell            | Sunbeam Blue Bird                     | MCI         | 150,86              | 242,79              | 150,76                  | 242,62                  |                                                      |
| 21 marzo 1926     | Southport             | Henry Segrave               | Sunbeam Ladybird                      | MCI         | 152,30              | 245,10              | 149,32                  | 240,31                  |                                                      |
| 27 aprile 1926    | Pendine Sands         | J. G. Parry-Thomas          | Higham-Thomas Special "Babs"          | MCI         | 169,29              | 272,45              | 168,07                  | 270,48                  |                                                      |
| 28 aprile 1926    | Pendine Sands         | J. G. Parry-Thomas          | Chitty 4 "Babs"                       | MCI         | 171,01              | 273,60              | 170,62                  | 274,59                  |                                                      |
| 4 febbraio 1927   | Pendine Sands         | Malcolm Campbell            | Blue Bird II                          | MCI         | 174,88              | 281,44              | 174,22                  | 280,38                  | Ultimo record stabilito in Europa                    |
| 29 marzo 1927     | Daytona Beach         | Henry Segrave               | 1000 hp (750 kW) Sunbeam 1000 HP Slug | MCI         | 202,98              | 326,66              | 203,79                  | 327,97                  |                                                      |
| 19 febbraio 1928  | Daytona Beach         | Malcolm Campbell            | Blue Bird III                         | MCI         | —                   | —                   | 206,95                  | 333,05                  |                                                      |
| 22 aprile 1928    | Daytona Beach         | Ray Keech                   | White Triplex Special                 | MCI         | —                   | —                   | 207,55                  | 334,02                  |                                                      |
| 11 marzo 1929     | Daytona Beach         | Henry Segrave               | KLG Golden Arrow                      | MCI         | 231,56              | 372,66              | 231,36                  | 372,34                  |                                                      |
| 5 febbraio 1931   | Daytona Beach         | Malcolm Campbell            | Campbell-Napier-Railton Blue Bird     | MCI         | 246,08              | 396,03              | 245,73                  | 395,46                  |                                                      |
| 24 febbraio 1932  | Daytona Beach         | Malcolm Campbell            | Campbell-Napier-Railton Blue Bird     | MCI         | 251,34              | 404,49              | 253,96                  | 408,71                  |                                                      |
| 22 febbraio 1933  | Daytona Beach         | Malcolm Campbell            | Campbell-Railton Blue Bird            | MCI         | 272,46              | 438,48              | 272,10                  | 437,90                  |                                                      |
| 7 marzo 1935      | Daytona Beach         | Malcolm Campbell            | Campbell-Railton Blue Bird            | MCI         | 276,16              | 444,44              | 276,71                  | 445,32                  | Ultimo record su una spiaggia                        |
| 3 settembre 1935  | Bonneville Salt Flats | Malcolm Campbell            | Campbell-Railton Blue Bird            | MCI         | —                   | —                   | 301,129                 | 484,620                 |                                                      |
| 19 novembre 1937  | Bonneville Salt Flats | George E. T. Eyston         | Thunderbolt                           | MCI         | 312,00              | 502,11              | 311,41                  | 501,17                  |                                                      |
| 27 agosto 1938    | Bonneville Salt Flats | George E. T. Eyston         | Thunderbolt                           | MCI         | 345,20              | 555,55              | 345,48                  | 556,00                  |                                                      |
| 15 settembre 1938 | Bonneville Salt Flats | John Cobb                   | Railton Special                       | MCI         | 350,06              | 563,37              | 350,19                  | 563,58                  |                                                      |
| 16 settembre 1938 | Bonneville Salt Flats | George E. T. Eyston         | Thunderbolt                           | MCI         | 357,33              | 575,07              | 357,49                  | 575,32                  |                                                      |
| 23 agosto 1939    | Bonneville Salt Flats | John Cobb                   | Railton Special                       | MCI         | 369,74              | 595,04              | 367,91                  | 592,09                  |                                                      |
| 16 settembre 1947 | Bonneville Salt Flats | John Cobb                   | Railton Mobil Special                 | MCI         | 393,82              | 633,79              | 394,19                  | 634,39                  |                                                      |

## Dal 1963 al 1970
| Data             | Località              | Pilota          | Vettura                     | Propulsione | Velocità media 1 km | Velocità media 1 km | Velocità media 1 Miglio | Velocità media 1 Miglio | Note                                                     |
| Data             | Località              | Pilota          | Vettura                     | Propulsione | mph                 | km/h                | mph                     | km/h                    | Note                                                     |
| ---------------- | --------------------- | --------------- | --------------------------- | ----------- | ------------------- | ------------------- | ----------------------- | ----------------------- | -------------------------------------------------------- |
| 5 settembre 1963 | Bonneville Salt Flats | Craig Breedlove | Spirit of America           | Jet         | 408,312             | 657,114             | 407,447                 | 655,722                 | Riconosciuto anche dalla FIM, perché veicolo a tre ruote |
| 17 luglio 1964   | Lake Eyre             | Donald Campbell | Bluebird CN7                | Turbina     | —                   | —                   | 403,10                  | 644,96                  |                                                          |
| 5 ottobre 1964   | Bonneville Salt Flats | Tom Green       | Wingfoot Express            | Jet         | 415,093             | 668,027             | 413,199                 | 664,979                 |                                                          |
| 7 ottobre 1964   | Bonneville Salt Flats | Art Arfons      | The Green Monster           | Jet         | 434,356             | 699,028             | 434,022                 | 698,490                 |                                                          |
| 13 ottobre 1964  | Bonneville Salt Flats | Craig Breedlove | Spirit of America           | Jet         | —                   | —                   | 468,719                 | 754,330                 |                                                          |
| 15 ottobre 1964  | Bonneville Salt Flats | Craig Breedlove | Spirit of America           | Jet         | —                   | —                   | 526,277                 | 846,861                 |                                                          |
| 27 ottobre 1964  | Bonneville Salt Flats | Art Arfons      | The Green Monster           | Jet         | 544,134             | 875,699             | 536,710                 | 863,791                 |                                                          |
| 2 novembre 1965  | Bonneville Salt Flats | Craig Breedlove | Spirit of America - Sonic 1 | Jet         | 555,485             | 893,966             | 555,485                 | 893,966                 |                                                          |
| 7 novembre 1965  | Bonneville Salt Flats | Art Arfons      | The Green Monster           | Jet         | 572,546             | 921,423             | 576,553                 | 927,872                 |                                                          |
| 15 novembre 1965 | Bonneville Salt Flats | Craig Breedlove | Spirit of America - Sonic 1 | Jet         | 600,842             | 966,961             | 600,601                 | 966,574                 |                                                          |
| 23 ottobre 1970  | Bonneville Salt Flats | Gary Gabelich   | Blue Flame                  | Razzo       | 630,389             | 1014,52             | 622,407                 | 1001,67                 | Primo record oltre 1.000 km/h                            |

## Dal 1983 in poi
| Data            | Località          | Pilota        | Vettura   | Propulsione | Velocità media 1 km | Velocità media 1 km | Velocità media 1 Miglio | Velocità media 1 Miglio | Note                                              |
| Data            | Località          | Pilota        | Vettura   | Propulsione | mph                 | km/h                | mph                     | km/h                    | Note                                              |
| --------------- | ----------------- | ------------- | --------- | ----------- | ------------------- | ------------------- | ----------------------- | ----------------------- | ------------------------------------------------- |
| 4 ottobre 1983  | Black Rock Desert | Richard Noble | Thrust2   | Jet         | —                   | —                   | 633,468                 | 1019,47                 |                                                   |
| 15 ottobre 1997 | Black Rock Desert | Andy Green    | ThrustSSC | Turbofan    | 760,343             | 1223,65             | 763,035                 | 1227,99                 | Primo record oltre il muro del suono (Mach 1,016) |